# Desmond Moore
Desmond (Des) Charles Moore (ur. 12 maja 1926 w Thebarton, zm. 2 czerwca 2020 w Sydney) – australijski duchowny rzymskokatolicki posługujący w Papui-Nowej Gwinei, w latach 1970–2001 biskup Alotau-Sideia.

## Życiorys
Święcenia kapłańskie przyjął 27 lipca 1957. 7 marca 1970 został prekonizowany biskupem Alotau-Sideia. Sakrę biskupią otrzymał 2 lipca 1970. 15 czerwca 2001 przeszedł na emeryturę.